# Simon Torwie
Simon Torwie (* 1. November 2001 in Artà, Spanien) ist ein deutscher Volleyballspieler.

## Karriere
Torwie wurde auf Mallorca geboren, wo sein Vater eine Firma für Solaranlagen betrieb. Dort entdeckte er sein Interesse am Volleyball, als er mit Mitarbeitern der Firma und seiner Schwester Olivia am Strand spielte. Er begann seine Karriere beim örtlichen CV Artà. Anfang 2017 wurde er zu einem Training der spanischen Junioren eingeladen, kam aber nicht zum Einsatz, weil der spanische Verband keine doppelte Staatsbürgerschaft akzeptierte. Stattdessen kam er im selben Jahr in Kontakt mit dem deutschen U18-Bundestrainer Matus Kalny und zog nach Deutschland. Während er an der Carl-von-Weinberg-Schule lernte, spielte er beim Volleyball-Internat Frankfurt in der zweiten Liga als Diagonalangreifer. Parallel dazu kam er beim TuS Kriftel zum Einsatz. Mit den deutschen Junioren gewann er 2018 die U18-Europameisterschaft. 2019 nahm er mit dem Team an der U19-Weltmeisterschaft in Tunesien teil.
Bei der U19-WM wurden die Trainer der USA auf Torwie aufmerksam. Er studierte daraufhin von 2020 bis 2024 an der Long Beach State University. In der Universitätsmannschaft wurde er Anfang 2022 nach personellen Problemen zum Mittelblocker. Im selben Jahr erreichte er mit dem Team das Finale der NCAA-Meisterschaft. Diesen Erfolg wiederholte er 2024. Mit der deutschen U23 nahm er 2023 an der Universiade in Chengdu teil. Nach seinem Studium wechselte Torwie 2024 zum deutschen Bundesligisten SVG Lüneburg, mit denen er das Finale der Play-offs erreichte. Ab der Saison 2025/26 spielt er beim italienischen Erstligisten Trentino Volley.